# Pojoaque

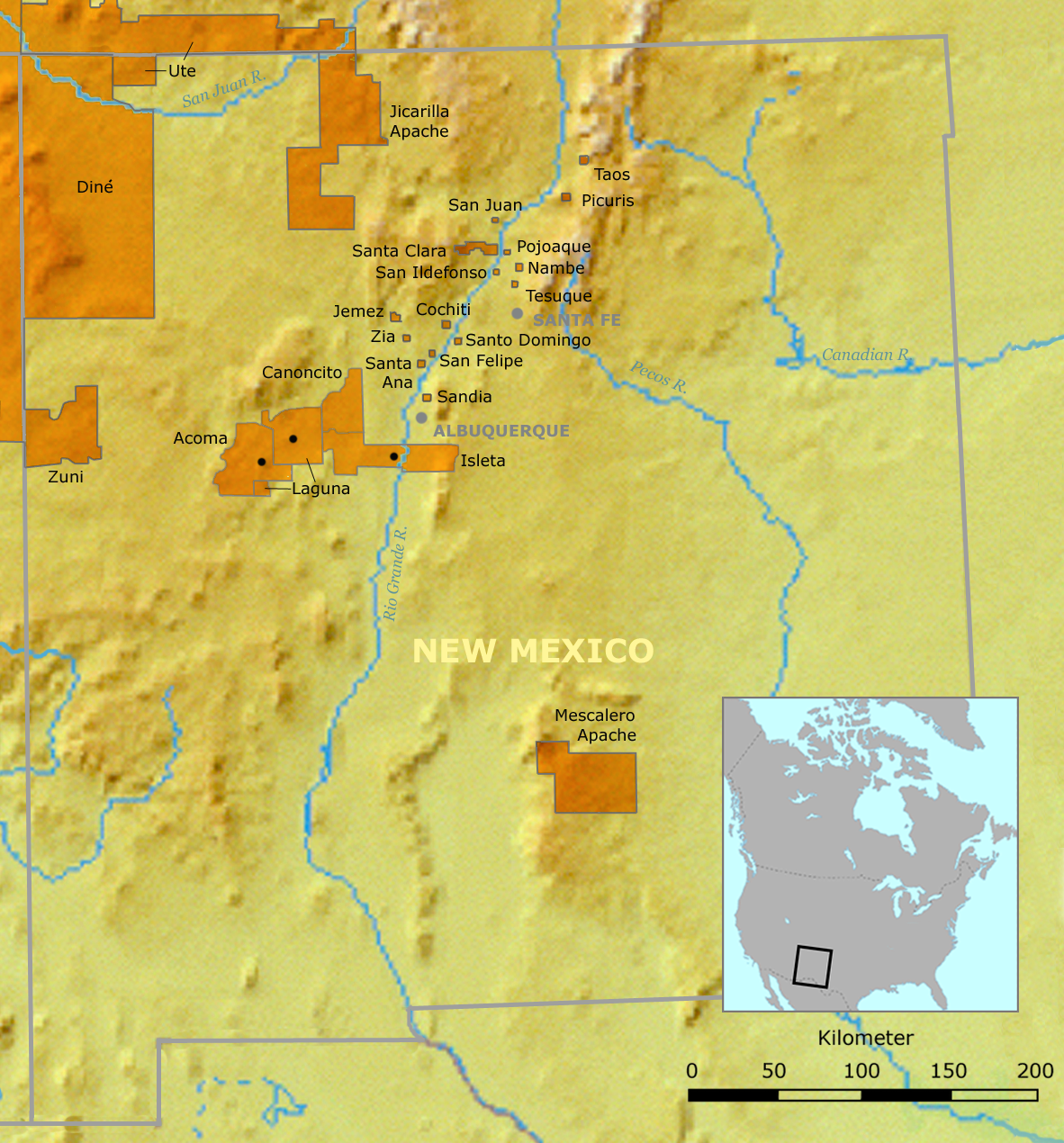
Territoires des Pojoaques et des Pueblos voisins au Nouveau-Mexique

Les Pojoaques sont une tribu amérindienne qui compte 420 membres dans une réserve dans l'état du Nouveau-Mexique, aux États-Unis.

### Webographie
- (en) « Pojoaque Pueblo » [archive du 18 septembre 2008], sur le site indianpueblo.org.